# 24 minuti
24 minuti (24 Minutes) è il ventunesimo episodio della diciottesima stagione de I Simpson. L'episodio è il numero JABF14.

## Trama
Nella scuola elementare di Springfield il preside Skinner ha creato una "Unità Contro le Assenze" (UCA, sullo stile del CTU di 24), mettendo Lisa a capo delle operazioni con Milhouse, Martin e Database. Quando i bulli Secco Jones, Spada e Patata iniziano a marinare le lezioni, viene assegnato a Milhouse il compito di pedinarli.
Contemporaneamente, alla centrale nucleare di Springfield viene trovato un vasetto di yogurt scaduto e puzzolente che appartiene a Homer; il signor Burns ordina quindi a Homer di disfarsene. Homer tenta di restituire lo yogurt ad Apu, ma lui si rifiuta di prenderlo a causa dell'insopportabile odore e, pur di liberarsene, porta Homer allo scaffale degli yogurt e gli offre tutto ciò che vuole. Intanto lo yogurt, lasciato incustodito, cade nelle mani dei bulli. Uscito dal negozio, Homer svela inavvertitamente lo spionaggio di Milhouse sui bulli, i quali gettano Homer e Milhouse in un cassonetto dell'immondizia, facendolo scivolare giù per la strada.
Nel frattempo, Marge si rende conto di essersi dimenticata della vendita di dolci per la scuola elementare, in programma quello stesso giorno alle 15.00. Le resta solo mezz'ora per fare una torta e per guadagnare tempo aumenta la temperatura del forno a 1200 gradi fahrenheit. La torta però si brucia e diventa dura come una pietra, così Marge è costretta a coprire il tutto con una glassa bianca e rosa.
A casa di Secco, i tre bulli usano lo yogurt scaduto per fabbricare una potentissima bomba puzzolente che decidono di far esplodere durante la vendita di dolci della scuola. Dopo il tentativo fallito di Milhouse, Lisa chiede a Bart di pedinare i bulli; egli accetta l'incarico e, scoperto quello che i tre intendono fare, informa la sorella. Durante le indagini, una telefonata di Bart a Lisa si incrocia casualmente con un'altra telefonata tra Jack Bauer (impegnato in una sparatoria) e Chloe O'Brian; questo offre l'opportunità a Bart di fare uno dei suoi scherzi telefonici (sulla falsariga di quelli classici ai danni di Boe), che però Bauer non prende bene.
A scuola i bulli piazzano la bomba nella camera di ventilazione, facendo infuriare Willie, che tenta invano di scacciarli. Bart intanto vede Martin passare davanti a Nelson canticchiando una sciocca filastrocca senza che questi reagisca, e capisce quindi che Martin è un agente doppiogiochista che lavora per i bulli. Prima di riuscire a riferire a Lisa di Martin, quest'ultimo gli arriva alle spalle, lo stordisce e lo porta nella camera di ventilazione, dove è tenuta la micidiale bomba.
Mentre nella palestra della scuola si tiene la vendita di torte, i bulli attivano il timer della bomba, dalla durata di 3 minuti, per poi chiudere Bart e Willie, legati a delle sedie, nella camera di ventilazione. Bart usa la sua lingua per contattare Lisa col telefono cellulare e le invia una foto della bomba puzzolente, dicendole di aprire la valvola dell'acqua di ricircolo degli hot dog, in modo da mandare in corto circuito l'impianto di ventilazione. Skinner esegue e la stanza inizia a riempirsi d'acqua, non capendo che così facendo affogherà Bart e Willie, che iniziano a galleggiare pericolosamente vicino alle taglienti pale del ventilatore. Bart cerca allora di nuotare verso l'unica finestra della stanza, che è proprio di fronte alla palestra e questo fa sì che Bart venga notato dai presenti. Il commissario Winchester spara alla finestra, ma non riesce a romperla perché il vetro è antiproiettile. Marge lancia allora la sua torta bruciata come un disco, rompendo la finestra e facendo sì che Bart, Willie, la bomba e tutta l'acqua defluiscano fuori dalla stanza. Lisa può quindi disinnescare la bomba un secondo prima dell'esplosione, salvando la vendita di dolci dalla puzza.
Subito dopo, però, Jack Bauer e tutti gli agenti del CTU fanno irruzione nella palestra, distruggendo ogni cosa. Bauer fa i complimenti a Lisa per aver sventato l'attacco dei bulli, ma arresta Bart per il suo scherzo telefonico; aggiunge che spera di aver preso la giusta decisione lasciando la sua importante missione per rintracciare Bart. Nello stesso momento esplode una bomba nucleare, ma tutti tirano un sospiro di sollievo dopo che Bauer rassicura che la bomba è esplosa a Shelbyville.

## Produzione
L'intero episodio è una parodia della serie televisiva 24. A differenza dei tradizionali episodi de I Simpson, 24 minuti non è introdotto dalla classica sigla della serie, né sono presenti la frase alla lavagna di Bart e la gag del divano; inoltre gli eventi si svolgono in tempo reale, e viene fatto un uso ricorrente dello split screen, in maniera del tutto simile a quanto avviene in 24. Al doppiaggio originale della puntata hanno preso parte i protagonisti di 24 Kiefer Sutherland e Mary Lynn Rajskub, che riprendono i loro ruoli di Jack Bauer e Chloe O'Brian. Inizialmente nelle intenzioni degli autori c'era l'idea di far apparire nell'episodio anche un altro personaggio di 24, Edgar Stiles, e che quest'ultimo venisse poi ucciso, ma in seguito l'idea venne abbandonata.
L'episodio è stato trasmesso in prima visione negli Stati Uniti da Fox il 20 maggio 2007, come finale della diciottesima stagione, assieme a Non puoi sempre dire quello Kent ti pare. Inizialmente 24 minuti doveva essere il 400º episodio de I Simpson, ma alla fine è stato programmato come 399º.

## Accoglienza
Robert Canning di IGN ha definito 24 minuti come il miglior episodio della diciottesima stagione de I Simpson, assegnandogli un punteggio di 9,6/10, e dichiarando in proposito che «questa intelligente, divertente, parodia di 24 è stata così buona da andare molto vicina a far riscattare l'intera stagione». Ha inoltre aggiunto che «anche se gran parte della diciottesima stagione è stata piuttosto mediocre, 24 minuti rimarrà tra i migliori [episodi de I Simpson, ndr] di tutti i tempi».

## Riconoscimenti
L'episodio si è aggiudicato un Annie Award nel 2008 come Best Writing in an Animated Television Production.